# Station Guérard - La Celle-sur-Morin
Station Guérard - La Celle-sur-Morin is een spoorwegstation aan de spoorlijn Gretz-Armainvilliers - Sézanne. Het ligt in de Franse gemeente Guérard, ten oosten van La Celle-sur-Morin beiden gelegen in het departement Seine-et-Marne (Île-de-France).

## Geschiedenis
Het station werd op 2 februari 1861 geopend door de compagnie des chemins de fer de l'Est bij de opening van de sectie Gretz-Armainvilliers - Mortcerf. Sinds zijn oprichting is het eigendom van de Société nationale des chemins de fer français (SNCF).

## Ligging
Het station ligt op kilometerpunt 61,167 van de spoorlijn Gretz-Armainvilliers - Sézanne.

## Vorig en volgend station
| Richting  | Vorig station | Lijn    | Volgend station         | Richting    |
| --------- | ------------- | ------- | ----------------------- | ----------- |
| Paris-Est | Mortcerf      | Trans P | Faremoutiers - Pommeuse | Coulommiers |